# Adidas Stan Smith

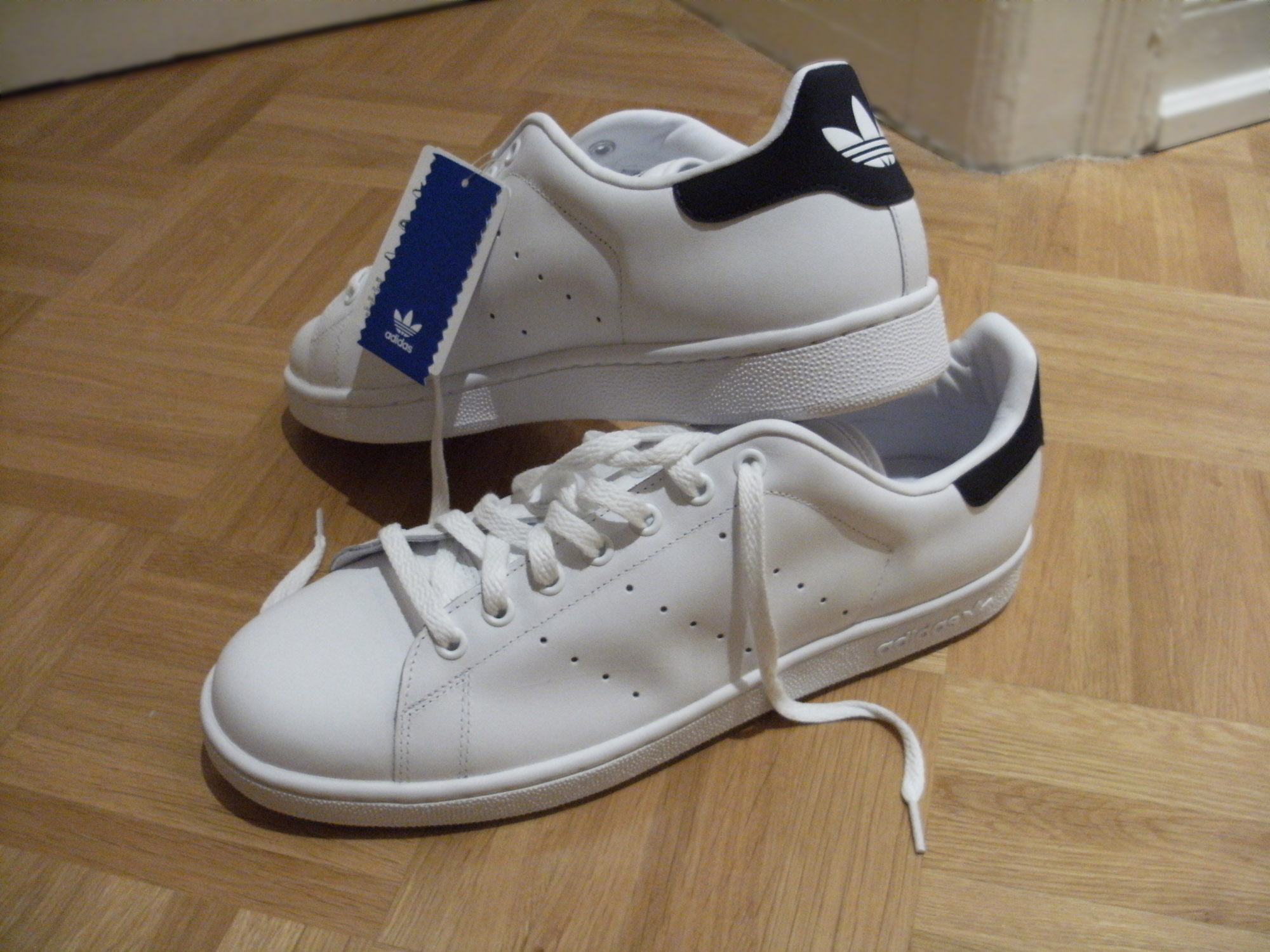
Paar Stan Smith, weiß mit schwarzem Abschluss

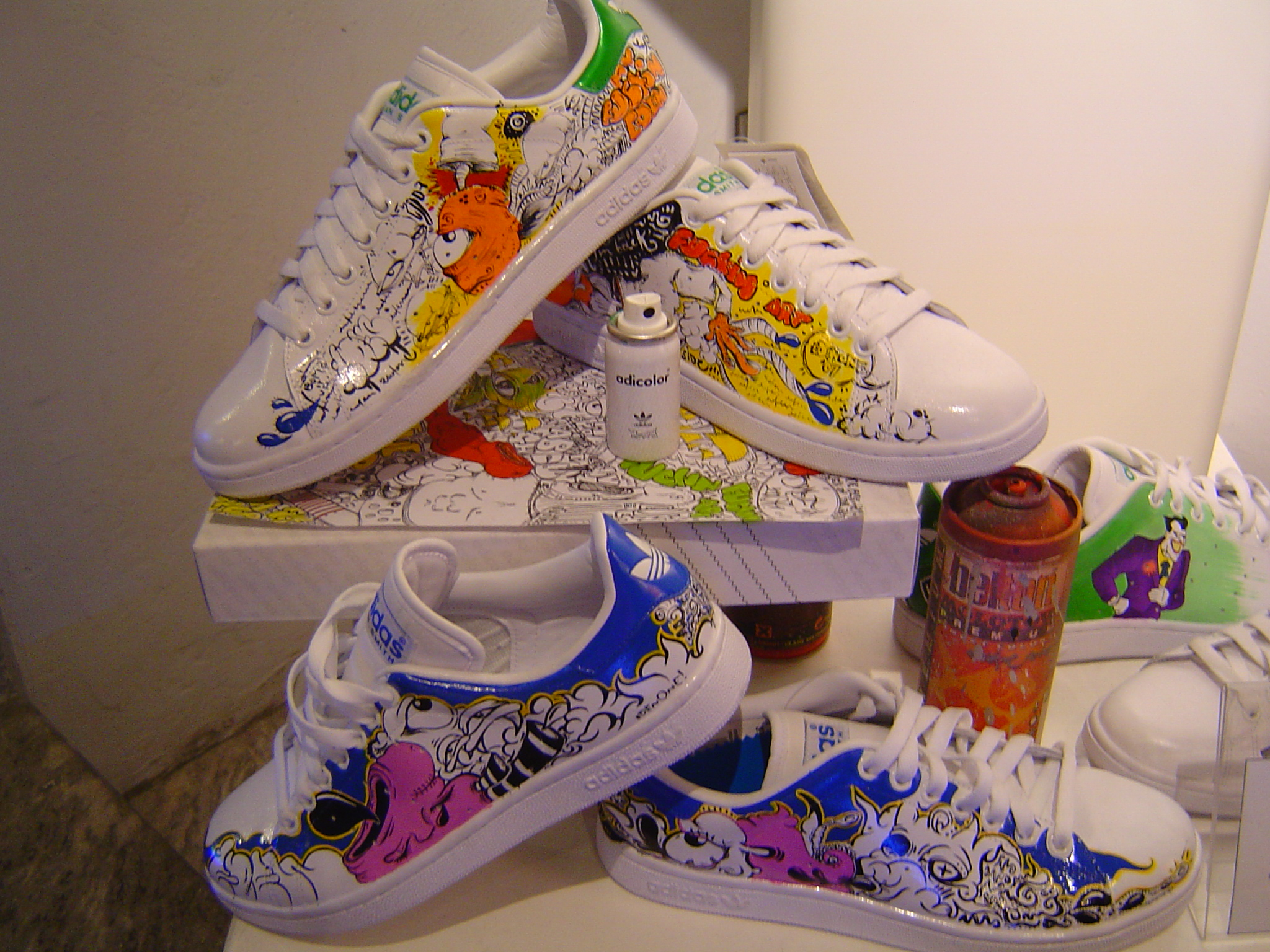
Sondermodell „Adicolor“ zum Selbstbemalen

Der Stan Smith ist ein Tennisschuh des deutschen Sportartikelherstellers Adidas.
Adidas entwickelte den Schuh 1971 zusammen mit dem Modell „Nastase“ für die Tennisspieler Stan Smith und Ilie Năstase, die sich 1972 im Finale in Wimbledon gegenüberstanden und im selben Jahr ein Doppel zusammen gewannen. Horst Dassler war seit dem Rückzug von Robert Haillet – nach dem Adidas 1965 einen fast gleichen Schuh benannte – auf der Suche nach neuen aktiven Sportlern, deren Name er verwenden konnte. Daniel Dell, ein amerikanischer Tennismanager, schlug den Amerikaner Stan Smith vor. Dieser nahm das Angebot an, für die Verwendung seines Namens Tantiemen zu bekommen. Für Adidas war der Schuh ein Marktöffner in den Vereinigten Staaten.
Der Schuh gleicht in weiten Teilen dem 1969 entwickelten Basketballschuh Adidas Superstar, von dem die Sohle, Ferse und die Seitenteile stammen. Anders als der Superstar hat der Stan Smith vorne keine harte Gummikappe, sondern ein Lederteil. Das Markenzeichen von Adidas – die drei Streifen – ist anders als bei den sonstigen Modellen nicht auf die Seite genäht, sondern in das Obermaterial, Anfangs Leder, in der Form von drei Reihen kleiner Löcher hineingestanzt.
Als die Hip-Hop-Kultur die Marke Adidas in den 1990ern entdeckte, begann Adidas den Stan Smith, den Superstar und andere Produkte als „Adidas Originals“ wieder aufzulegen. Bis 2005 verkaufte Adidas 40 Millionen Paar des Modells. Angeboten wurden Sondermodelle mit unterschiedlichen Farb- und Materialzusammenstellungen, wie der Adicolor – der mit Farben zum Selbstbemalen ausgeliefert wurde – oder ein Modell mit grüner Oberfläche und einem Bild von Kermit dem Frosch.
Heutzutage gehört der Adidas Stan Smith eher in die Kategorie der Sneaker. Auf Grund der Weiterentwicklung moderner Tennisschuhe ist er zum Tennisspiel nicht mehr geeignet.